# La fina línia blava
La fina línia blava (originalment en suec, Tunna blå linjen) és una sèrie de televisió dramàtica sueca creada per Anagram Sweden i estrenada el 17 de gener de 2021. S'ha subtitulat al català.

## Sinopsi
La primera temporada de la sèrie consta de deu episodis i segueix les lluites privades i professionals de sis agents de policia que treballen a la ciutat multicultural de Malmö, amb més èmfasi en el seu drama personal que en la trama impulsada pel crim.
En paraules de la guionista Cilla Jackert, la sèrie planteja les preguntes "Com pots continuar sent un ésser humà sencer veient tantes penúries, tantes coses horribles? Com puc ser una persona esperançada en aquest món en què vivim, amb els problemes que tenim?", i mostra com els quatre personatges principals s'hi enfronten de diferents maneres.

## Repartiment i personatges

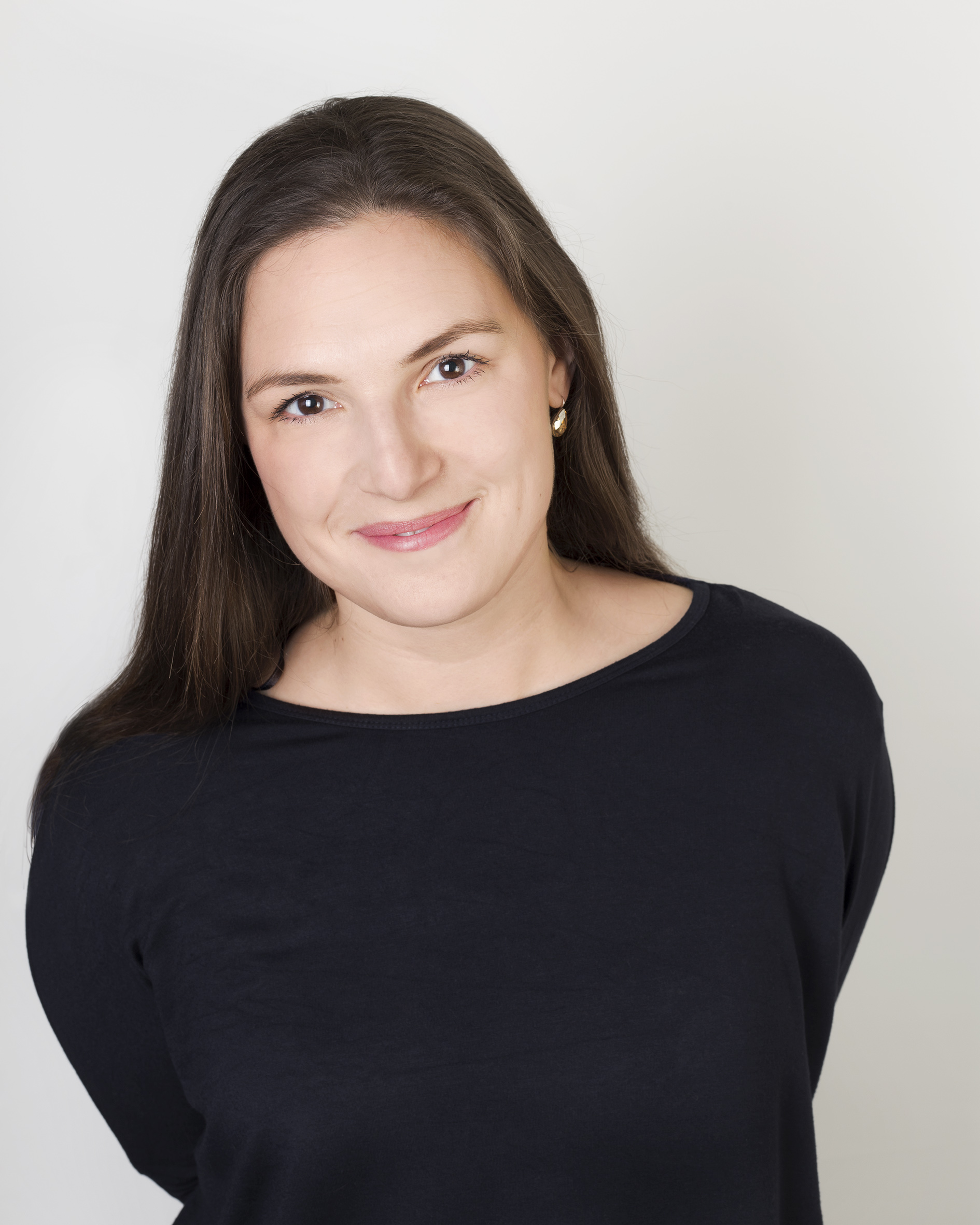
Sandra Stojiljkovic

Els personatges principals són:
- Sara – Amanda Jansson
- Magnus – Oscar Töringe
- Leah – Gizem Erdogan
- Jesse – Per Lasson
- Danijela – Sandra Stojiljkovic
- Faye – Anna Sise

## Producció
Mikael Hansson i Anders Hazelius van dirigir sis episodis cadascun, en dues temporades. Quatre episodis van ser dirigits per Sanna Lenken (que va dirigir Min lilla syster). Cilla Jackert, guionista principal de la sèrie, va començar a escriure-la el 2014.
La sèrie va ser realitzada per Anagram Sweden, amb l'empresa polonesa Fixafilm que ofereix serveis de tècnics d'imatge digital.
El rodatge de la primera temporada va tenir lloc entre juny de 2019 i gener de 2020. El setembre de 2022 es va estrenar la segona temporada. Es preveu que una tercera temporada s'estrena la tardor de 2024.

## Publicació
La primera temporada de la sèrie es va estrenar a la televisió sueca SVT el 17 de gener de 2021, seguida de les altres emissores estatals escandinaves: YLE de Finlàndia i NRK de Noruega durant el mateix mes; RUV d'Islàndia al febrer; i l'emissora pública de Dinamarca DR al març.
La fina línia blava es distribueix internacionalment per ITV Studios.

## Premis i reconeixements
La sèrie va ser presentada al premi Nordisk Film & TV Fond del Festival de Cinema de Göteborg el 2021.
La sèrie va guanyar el premi a millor drama de televisió i millor programa de l'any als premis anuals suecs de televisió, els Kristallen, el 27 d'agost de 2021.